# Marta Baranowska
Marta Baranowska (* 29. November 1903 in Bydgoszcz; † 7. Januar 2009 ebenda) war eine polnische Widerstandskämpferin gegen den Nationalsozialismus und Häftling im KZ Ravensbrück.

## Leben
Baranowska leitete in Bydgoszcz die illegale Pfadfinderorganisation „Mury“. Bei ihrer Einlieferung in das Frauenkonzentrationslager Ravensbrück am 10. August 1941 erhielt sie die Häftlingsnummer 6738. Bald wurde sie zur Blockältesten der polnischen Frauen im Block 1 ernannt. In dieser Funktion war sie besonders um die Betreuung und Unterstützung polnischer Kinder bemüht. Die Frauen beschafften Brot und warme Suppe für die Kinder und besorgten auch warme Kleidung für sie, bis diese Hilfsaktionen durch Martas Initiative regelrecht systematisch geplant und organisiert wurden. Zu diesem Zeitpunkt war sie Blockälteste des Küchenblocks. So organisierte sie zusammen mit anderen polnischen Häftlingsfrauen mehrmals während ihrer Lagerhaft Weihnachtsfeiern für bis zu 100 Kinder.
Nach der Befreiung vom Nationalsozialismus kehrte sie in ihre Heimat zurück, korrespondierte viele Jahre mit ehemaligen Leidensgefährtinnen und stellte ihre Erinnerung für die geschichtspolitische Aufarbeitung des antifaschistischen Widerstands zur Verfügung.